# Fleury (Aisne)
Fleury è un comune francese di 136 abitanti situato nel dipartimento dell'Aisne della regione dell'Alta Francia.

## Società

### Evoluzione demografica
Abitanti censiti